# Тартара, Рене
Рене Тартара (фр. René Tartara) — французский ватерполист и пловец, бронзовый призёр летних Олимпийских игр 1900.
В водном поло на Играх Тартара входил в состав третьей французской команды, которая сразу же проиграла Бельгии в четвертьфинале со счётом 2:0, не пройдя дальше.
Кроме того, Тартара участвовал в нескольких плавательных гонках. В плавании на 200 м вольным стилем он занял второе место в полуфинале, не пройдя в финал. В командной гонке на 200 м его команда стала в итоге третьей, и все её члены стали бронзовыми призёрами Игр.